# 林光照
林光照（?—?），福建人，是一名清朝政治人物。
林光照曾于1764年接替罗家得任奉贤县知县一职，1765年由栾仁宽接任。